# GP3-Serie 2010
Die GP3-Serie 2010 war die erste Saison der neugegründeten GP3-Serie. Es gab 16 Rennen, die Meisterschaft begann am 8. Mai 2010 in Montmeló und endete am 12. September 2010 in Monza. Esteban Gutiérrez gewann die Fahrerwertung und ART Grand Prix die Teamwertung.

## Teams und Fahrer
Alle Teams und Fahrer verwendeten das Dallara-Chassis GP3/10, Motoren von Renault und Reifen von Pirelli. Am 1. April wurden die Startnummern für die erste Saison vergeben. Alexander Rossi erzielte die schnellste Zeit und sorgte damit dafür, dass ART Grand Prix die niedrigsten Nummern erhielt.
| Bild          | Team                 | Auto #               | Fahrer                 | Rennwochenende | Quelle |
| ------------- | -------------------- | -------------------- | ---------------------- | -------------- | ------ |
|               | ART Grand Prix       | 1                    | Alexander Rossi        | Alle           | [ 2 ]  |
| 2             | ART Grand Prix       | Esteban Gutiérrez    | Alle                   | [ 2 ]          |        |
| 3             | ART Grand Prix       | Pedro Nunes          | Alle                   | [ 2 ]          |        |
|               | Status Grand Prix    | 4                    | Robert Wickens         | Alle           |        |
| 5             | Status Grand Prix    | Iwan Lukaschewitsch  | Alle                   |                |        |
| 6             | Status Grand Prix    | Daniel Morad         | Alle                   |                |        |
|               | Manor Racing         | 7                    | James Jakes            | 1–5, 8         |        |
| Adrien Tambay | Manor Racing         | 7                    | 6, 7                   | [ 3 ]          |        |
| 8             | Manor Racing         | Rio Haryanto         | Alle                   |                |        |
| 9             | Manor Racing         | Adrian Quaife-Hobbs  | Alle                   |                |        |
|               | RSC Mücke Motorsport | 10                   | Nigel Melker           | Alle           | [ 4 ]  |
| 11            | RSC Mücke Motorsport | Renger van der Zande | Alle                   | [ 5 ]          |        |
| 12            | RSC Mücke Motorsport | Tobias Hegewald      | Alle                   | [ 6 ]          |        |
| Carlin        | Carlin               | 14                   | Josef Newgarden        | Alle           |        |
| Carlin        | Carlin               | 15                   | Dean Smith             | Alle           | [ 7 ]  |
| Carlin        | Carlin               | 16                   | Lucas Foresti          | 1, 3–5, 8      | [ 8 ]  |
| Carlin        | Carlin               | 16                   | Michail Aljoschin      | 2              |        |
| Carlin        | Carlin               | 16                   | António Félix da Costa | 6, 7           | [ 3 ]  |
|               | Addax Team           | 17                   | Felipe Guimarães       | Alle           |        |
| 18            | Addax Team           | Pablo Sánchez López  | Alle                   | [ 9 ]          |        |
| 19            | Addax Team           | Mirko Bortolotti     | Alle                   | [ 10 ]         |        |
|               | MW Arden             | 20                   | Michael Christensen    | Alle           | [ 11 ] |
| 21            | MW Arden             | Miki Monras          | Alle                   | [ 12 ]         |        |
| 22            | MW Arden             | Leonardo Cordeiro    | Alle                   |                |        |
|               | Jenzer Motorsport    | 23                   | Pål Varhaug            | Alle           | [ 9 ]  |
| 24            | Jenzer Motorsport    | Simon Trummer        | 1–5, 7, 8              | [ 9 ]          |        |
| 24            | Jenzer Motorsport    | Marco Barba          | 6                      |                |        |
| 25            | Jenzer Motorsport    | Nico Müller          | Alle                   | [ 13 ]         |        |
|               | Tech 1 Racing        | 26                   | Doru Sechelariu        | Alle           | [ 14 ] |
| 27            | Tech 1 Racing        | Daniel Juncadella    | 1                      |                |        |
| 27            | Tech 1 Racing        | Stefano Coletti      | 2–8                    |                |        |
| 28            | Tech 1 Racing        | Jean-Éric Vergne     | 1, 3                   |                |        |
| 28            | Tech 1 Racing        | Jim Pla              | 2                      |                |        |
| 28            | Tech 1 Racing        | Daniel Juncadella    | 4, 5, 7, 8             | [ 15 ]         |        |
|               | Atech CRS GP         | 29                   | Patrick Reiterer       | 1, 2           |        |
| Roberto Merhi | Atech CRS GP         | 29                   | 3–8                    |                |        |
| 30            | Atech CRS GP         | Oliver Oakes         | Alle                   |                |        |
| 31            | Atech CRS GP         | Vittorio Ghirelli    | Alle                   |                |        |

### Änderungen bei den Fahrern
Fahrer, die in die GP3-Serie einstiegen
- Michail Aljoschin: FIA-Formel-2-Meisterschaft → Carlin
- Marco Barba: World Series by Renault (International DracoRacing) → Jenzer Motorsport
- Mirko Bortolotti: FIA-Formel-2-Meisterschaft → Addax Team
- Michael Christensen: Europäische Formel BMW (Mücke Motorsport) → MW Arden
- Stefano Coletti: Formel-3-Euroserie (Prema Powerteam) → Tech 1 Racing
- Leonardo Cordeiro: Südamerikanische Formel-3-Meisterschaft (Cesario Fórmula) → MW Arden
- António Félix da Costa: Formel Renault 2.0 Eurocup (Motopark Academy) → Carlin
- Lucas Foresti: Südamerikanische Formel-3-Meisterschaft (Cesario Fórmula) → Carlin
- Vittorio Ghirelli: Kartsport → ATECH CRS GP
- Felipe Guimarães: Indy Lights (Bryan Herta Autosport) → Addax Team
- Esteban Gutiérrez: Formel-3-Euroserie (ART Grand Prix) → ART Grand Prix
- Rio Haryanto: Formel BMW Pacific (Team Meritus) → Manor Racing
- Tobias Hegewald: FIA-Formel-2-Meisterschaft
- James Jakes: Auszeit → Manor Racing
- Daniel Juncadella: Europäische Formel BMW (EuroInternational) → Tech 1 Racing
- Iwan Lukaschewitsch: Auszeit → Status Grand Prix
- Nigel Melker: Formel Renault 2.0 Eurocup (MP Motorsport) → RSC Mücke Motorsport
- Roberto Merhi: Formel-3-Euroserie (Manor Motorsport) → ATECH CRS GP
- Miki Monras: Formel Renault 2.0 Eurocup (SG Formula) → MW Arden
- Daniel Morad: Auszeit → Status Grand Prix
- Nico Müller: Formel Renault 2.0 Eurocup (Jenzer Motorsport) → Jenzer Motorsport
- Josef Newgarden: Britische Formel Ford (JTR) → Carlin
- Pedro Nunes: Formel-3-Euroserie (Manor Motorsport) → ART Grand Prix
- Oliver Oakes: Britische Formel-3-Meisterschaft (Carlin Motorsport) → ATECH CRS GP
- Jim Pla: Europäische Formel BMW (DAMS) → Tech 1 Racing
- Adrian Quaife-Hobbs: Formel Renault 2.0 Eurocup (Motopark Academy) → Manor Racing
- Patrick Reiterer: Internationale Formel Master (Iris Project) → ATECH CRS GP
- Alexander Rossi: Internationale Formel Master (ISR Racing) → ART Grand Prix
- Pablo Sánchez López: Italienische Formel-3-Meisterschaft (Alan Racing Team) → Addax Team
- Doru Sechelariu: Europäische Formel BMW (Scuderia Coloni) → Tech 1 Racing
- Dean Smith: Britische Formel Renault (Manor Competition) → Carlin
- Adrien Tambay: Formel-3-Euroserie (ART Grand Prix) → Manor Racing
- Simon Trummer: Internationale Formel Master (Iris Project) → Jenzer Motorsport
- Pål Varhaug: Internationale Formel Master (Jenzer Motorsport) → Jenzer Motorsport
- Jean-Éric Vergne: Formel Renault 2.0 Eurocup (SG Formula) → Tech 1 Racing
- Robert Wickens: FIA-Formel-2-Meisterschaft → Status Grand Prix
- Renger van der Zande: Britische Formel-3-Meisterschaft (Hitech Racing) → RSC Mücke Motorsport

### Änderungen während der Saison
- Bei Manor Racing wurde James Jakes für zwei Rennwochenenden durch Adrien Tambay vertreten. Jakes musste wegen einer Bänderverletzung im rechten Arm pausieren.
- Bei Carlin fuhr Lucas Foresti parallel in der britischen Formel-3-Meisterschaft und konnte auf Grund von Terminüberschneidungen zu drei Rennwochenenden der GP3-Serie nicht antreten. Er wurde einmal durch Michail Aljoschin und zweimal durch António Félix da Costa vertreten.
- Bei Jenzer Motorsport musste Simon Trummer verletzungsbedingt ein Rennwochenende pausieren. Er wurde durch Marco Barba vertreten.
- Tech 1 Racing setzte mit fünf Piloten die maximal mögliche Anzahl an Piloten ein. Während Doru Sechelariu alle Rennen bestritt und Stefano Coletti nur den Saisonauftakt ausließ, nahm Daniel Juncadella an fünf, Jean-Éric Vergne an zwei und Jim Pla an einem Rennwochenende teil. Bei einem Rennwochenende trat Tech 1 Racing nur mit zwei Piloten an.
- Bei ATECH CRS GP wurde Patrick Reiterer nach zwei Rennwochenenden durch Roberto Merhi ersetzt.

## Rennkalender
Der Rennkalender wurde am 18. Dezember 2009 veröffentlicht. Es fanden acht Rennwochenenden statt, es befanden sich alle Veranstaltungen im Rahmenprogramm der Formel-1-Weltmeisterschaft.
| Nr. | Datum         | Rennstrecke                                      | Sieger            | Zweiter           | Dritter              | Pole-Position     | Schnellste Rennrunde |
| --- | ------------- | ------------------------------------------------ | ----------------- | ----------------- | -------------------- | ----------------- | -------------------- |
| 01. | 08. Mai       | Circuit de Barcelona-Catalunya (Montmeló)        | Pål Varhaug       | Robert Wickens    | Esteban Gutiérrez    | Nigel Melker      | Adrian Quaife-Hobbs  |
| 02. | 09. Mai       | Circuit de Barcelona-Catalunya (Montmeló)        | Alexander Rossi   | Lucas Foresti     | Esteban Gutiérrez    |                   | Alexander Rossi      |
| 03. | 29. Mai       | Istanbul Park Circuit (Istanbul)                 | Esteban Gutiérrez | James Jakes       | Felipe Guimarães     | Nigel Melker      | Esteban Gutiérrez    |
| 04. | 30. Mai       | Istanbul Park Circuit (Istanbul)                 | Rio Haryanto      | Miki Monras       | Alexander Rossi      |                   | Robert Wickens       |
| 05. | 26. Juni      | Valencia Street Circuit (Valencia)               | Esteban Gutiérrez | Robert Wickens    | Roberto Merhi        | Esteban Gutiérrez | Esteban Gutiérrez    |
| 06. | 27. Juni      | Valencia Street Circuit (Valencia)               | Nico Müller       | Roberto Merhi     | James Jakes          |                   | Roberto Merhi        |
| 07. | 10. Juli      | Silverstone Circuit (Silverstone)                | Esteban Gutiérrez | Rio Haryanto      | Nico Müller          | Esteban Gutiérrez | Esteban Gutiérrez    |
| 08. | 11. Juli      | Silverstone Circuit (Silverstone)                | Daniel Morad      | Alexander Rossi   | Esteban Gutiérrez    |                   | Daniel Morad         |
| 09. | 24. Juli      | Hockenheimring Baden-Württemberg (Hockenheim)    | Robert Wickens    | James Jakes       | Renger van der Zande | Josef Newgarden   | Robert Wickens       |
| 10. | 25. Juli      | Hockenheimring Baden-Württemberg (Hockenheim)    | Esteban Gutiérrez | Daniel Juncadella | Stefano Coletti      |                   | Esteban Gutiérrez    |
| 11. | 31. Juli      | Hungaroring (Mogyoród)                           | Nico Müller       | Esteban Gutiérrez | Stefano Coletti      | Nico Müller       | Esteban Gutiérrez    |
| 12. | 01. August    | Hungaroring (Mogyoród)                           | Alexander Rossi   | Robert Wickens    | Dean Smith           |                   | Robert Wickens       |
| 13. | 28. August    | Circuit de Spa-Francorchamps (Spa-Francorchamps) | Robert Wickens    | Roberto Merhi     | Adrian Quaife-Hobbs  | Robert Wickens    | Nico Müller          |
| 14. | 29. August    | Circuit de Spa-Francorchamps (Spa-Francorchamps) | Adrien Tambay     | Alexander Rossi   | Miki Monras          |                   | Nico Müller          |
| 15. | 11. September | Autodromo Nazionale di Monza (Monza)             | Esteban Gutiérrez | Robert Wickens    | Rio Haryanto         | Esteban Gutiérrez | Esteban Gutiérrez    |
| 16. | 12. September | Autodromo Nazionale di Monza (Monza)             | Robert Wickens    | Mirko Bortolotti  | Nico Müller          |                   | Pål Varhaug          |

### Saisonbericht
In der ersten Saison der GP3-Serie kamen insgesamt 37 Piloten zum Einsatz. Die Piloten kamen aus verschiedenen Rennserien. Mit Leonardo Cordeiro (Südamerikanische Formel-3-Meisterschaft), António Félix da Costa (Nordeuropäische Formel Renault) und Rio Haryanto (Pazifische Formel BMW) traten drei amtierende Meister in die GP3-Serie an.
In dieser Saison erzielten insgesamt 19 Piloten Podest-Platzierungen, von denen 8 Rennfahrer ein Rennen für sich entscheiden konnten. Der dominierende Fahrer der Saison war der Mexikaner Esteban Gutiérrez, der fünf Rennen gewann, und schlussendlich der erste Meister der GP3-Serie wurde. Robert Wickens, Nico Müller und Alexander Rossi machten die Plätze hinter dem Meister unter sich aus und waren neben Gutiérrez die einzigen Piloten, die mehr als ein Rennen gewinnen konnten. Geschichte schrieb ebenfalls der erste Sieger der GP3-Serie, Pål Varhaug, dem nach seinem Triumph beim ersten Rennen keine weitere Platzierung in den Punkterängen gelang.
Verletzungsbedingt mussten Simon Trummer und James Jakes mehrere Rennen auslassen. Trummer zog sich bei einem Unfall in Hockenheim eine Rückverletzung mit einem gebrochenen und drei angebrochenen Rückenwirbeln zu. Jakes musste, ebenfalls nach einem Unfall in Hockenheim, mit einer Bänderverletzung im rechten Arm pausieren. Der älteste Pilot in dieser Saison war Marco Barba (24 Jahre), der Trummer für zwei Rennen vertrat. Als jüngster Fahrer ging Vittorio Ghirelli in die Geschichte ein. Der Italiener war am ersten Rennwochenende erst 15 Jahre alt. Da er am ersten Rennwochenende nicht starten konnte, nahm er erstmals im Alter von 16 Jahren an einem GP3-Rennen teil.

## Wertungen

### Punktesystem
Beim Hauptrennen (HAU) bekamen die ersten Acht des Rennens 10, 8, 6, 5, 4, 3, 2 bzw. 1 Punkt(e). Beim Sprintrennen (SPR) erhielten die ersten Sechs des Rennens 6, 5, 4, 3, 2 bzw. 1 Punkt(e). Zusätzlich erhielt der Gewinner des Qualifyings, der im Hauptrennen von der Pole-Position startete, zwei Punkte. Der Fahrer, der von den ersten zehn klassifizierten Fahrern die schnellste Rennrunde erzielte, erhielt einen Punkt.
| Punkteverteilung | Punkteverteilung | Punkteverteilung | Punkteverteilung | Punkteverteilung | Punkteverteilung | Punkteverteilung | Punkteverteilung | Punkteverteilung | Punkteverteilung | Punkteverteilung | Punkteverteilung | Punkteverteilung |
| ---------------- | ---------------- | ---------------- | ---------------- | ---------------- | ---------------- | ---------------- | ---------------- | ---------------- | ---------------- | ---------------- | ---------------- | ---------------- |
| Platz            | 1                | 2                | 3                | 4                | 5                | 6                | 7                | 8                | 9                | 10               | PP               | SR               |
| Hauptrennen      | 10               | 8                | 6                | 5                | 4                | 3                | 2                | 1                | 0                | 0                | 2                | 1                |
| Sprintrennen     | 6                | 5                | 4                | 3                | 2                | 1                | 0                | 0                | 0                | 0                | –                | 1                |

### Fahrerwertung
| Pos. | Fahrer            | ESP | ESP | TUR | TUR | ESP | ESP | GBR | GBR | GER | GER | HUN | HUN | BEL | BEL | ITA | ITA | Punkte |
| Pos. | Fahrer            | HAU | SPR | HAU | SPR | HAU | SPR | HAU | SPR | HAU | SPR | HAU | SPR | HAU | SPR | HAU | SPR | Punkte |
| ---- | ----------------- | --- | --- | --- | --- | --- | --- | --- | --- | --- | --- | --- | --- | --- | --- | --- | --- | ------ |
| 01   | E. Gutiérrez      | 3   | 3   | 1   | 7   | 1   | 7   | 1   | 3   | 4   | 1   | 2   | 5   | 16  | 7   | 1   | DNF | 88     |
| 02   | R. Wickens        | 2   | 4   | 11  | 21  | 2   | 16  | 9   | 5   | 1   | 5   | 4   | 2   | 1   | 11  | 2   | 1   | 71     |
| 03   | N. Müller         | 13  | 9   | 6   | 4   | 7   | 1   | 3   | 4   | DNF | 17  | 1   | 6   | 4   | 6   | 4   | 3   | 53     |
| 04   | A. Rossi          | 8   | 1   | 4   | 3   | DNF | DNF | 5   | 2   | DNF | 8   | 8   | 1   | 13  | 2   | DNF | 15  | 38     |
| 05   | R. Haryanto       | 20  | 25  | 8   | 1   | 6   | 4   | 2   | DNF | DNF | DNF | 20  | 11  | 18  | 18  | 3   | 23  | 27     |
| 06   | R. Merhi          |     |     |     |     | 3   | 2   | DNF | 19  | 16  | DNF | DNF | 22  | 2   | 22  | 6   | 4   | 26     |
| 07   | D. Smith          | 4   | 5   | 22  | 10  | 17  | 23  | 6   | 22  | 9   | 12  | 5   | 3   | 6   | 4   | DNF | 16  | 24     |
| 08   | J. Jakes          | 9   | 7   | 2   | 8   | 8   | 3   | DNF | 11  | 2   | DNF | INJ | INJ | INJ | INJ | 13  | DNF | 21     |
| 09   | S. Coletti        |     |     | 24  | 14  | 10  | 6   | 10  | DNF | 5   | 3   | 3   | 4   | DNF | 24  | 16  | 20  | 18     |
| 10   | M. Monras         | 10  | 23  | 7   | 2   | 5   | 13  | 15  | 18  | DNF | 15  | DNF | 20  | 9   | 3   | 11  | 6   | 17     |
| 11   | M. Bortolotti     | 16  | DNF | 25  | 12  | 18  | 10  | 8   | 13  | 6   | 4   | 11  | 8   | DNF | 14  | 5   | 2   | 16     |
| 12   | D. Morad          | DNF | 22  | 5   | 5   | 19  | 12  | 7   | 1   | DNF | 9   | 21  | 12  | DNF | 16  | 9   | 7   | 15     |
| 13   | P. Varhaug        | 1   | DNF | 15  | 18  | 11  | 8   | 14  | 9   | 12  | DNF | 17  | 23  | 15  | 17  | 14  | 19  | 10     |
| 14   | D. Juncadella     | 11  | 11  |     |     |     |     | DNF | DNF | 8   | 2   |     |     | 5   | DSQ | 22  | DNF | 10     |
| 15   | A. Quaife-Hobbs   | 21  | 26  | DNF | DNF | 12  | 5   | DNF | DNF | DNS | 18  | 12  | 7   | 3   | 5   | 17  | 22  | 10     |
| 16   | F. Guimarães      | DNF | 20  | 3   | 6   | DNF | 18  | DNF | 23  | 7   | 7   | 13  | DNF | DNF | 9   | DNF | 17  | 9      |
| 17   | J. Vergne         | 5   | 21  |     |     | 4   | 17  |     |     |     |     |     |     |     |     |     |     | 9      |
| 18   | J. Newgarden      | DNF | 16  | 10  | 23  | DNF | 26  | 16  | 10  | 18  | 19  | 7   | DNF | DNF | 21  | 7   | 5   | 8      |
| 19   | L. Foresti        | 7   | 2   |     |     | 21  | 28  | 18  | 16  | DNF | 14  |     |     |     |     | 20  | DNF | 7      |
| 20   | A. Tambay         |     |     |     |     |     |     |     |     |     |     | 18  | 9   | DNF | 1   |     |     | 6      |
| 21   | R. van der Zande  | 15  | 24  | DNF | DNF | DNF | 24  | 11  | 7   | 3   | DNF | 9   | DNF | DNF | DNF | DNF | DNF | 6      |
| 22   | T. Hegewald       | 17  | 13  | 16  | 15  | 9   | 29  | 4   | 6   | DNF | DNF | 15  | DNF | 11  | 8   | 10  | 11  | 6      |
| 23   | N. Melker         | DNF | 14  | 23  | 17  | DNF | 15  | 12  | DNF | DNF | DNF | 23  | 14  | 12  | 15  | 8   | 13  | 5      |
| 24   | P. Nunes          | 12  | 6   | DNF | 19  | 15  | 11  | DNF | 20  | 14  | 6   | 19  | DNF | 7   | 19  | 24  | DNF | 4      |
| 25   | S. Trummer        | 6   | 8   | 20  | 13  | 13  | 27  | 17  | 12  | 11  | DNF | INJ | INJ | 8   | DNF | DNF | 24  | 4      |
| 26   | A. Félix da Costa |     |     |     |     |     |     |     |     |     |     | 6   | 17  | DNF | 12  |     |     | 3      |
| 27   | L. Cordeiro       | 18  | 12  | 18  | 24  | DNF | 21  | DNF | DNF | DNF | DNF | 22  | 13  | 14  | DNF | DNF | 8   | 1      |
| 28   | O. Oakes          | 14  | 10  | 12  | DNF | DNF | 19  | 13  | 8   | 13  | 20  | 16  | 10  | 17  | 10  | 12  | 9   | 0      |
| 29   | D. Sechelariu     | 22  | DNF | 9   | 9   | DNF | 20  | DNF | 17  | 10  | DSQ | 14  | 21  | DNF | 20  | 21  | 18  | 0      |
| 30   | P. Sánchez López  | DNF | 15  | 21  | 16  | 14  | 9   | 21  | 14  | DNF | 11  | DNF | 16  | DNF | 25  | 18  | 12  | 0      |
| 31   | M. Christensen    | DNF | 18  | 13  | 11  | DNF | 14  | DNF | 15  | DNF | 10  | 10  | DNF | 10  | 23  | 15  | 10  | 0      |
| 32   | I. Lukaschewitsch | 19  | 19  | 19  | 27  | 16  | 25  | 19  | DNF | 17  | 13  | 25  | 18  | DNF | 13  | 19  | 14  | 0      |
| 33   | P. Reiterer       | NC  | 17  | 14  | 25  |     |     |     |     |     |     |     |     |     |     |     |     | 0      |
| 34   | V. Ghirelli       | DNS | DNS | 17  | 26  | 20  | 22  | 20  | 21  | 15  | 16  | 24  | 15  | DNF | DNF | 23  | 21  | 0      |
| 35   | M. Barba          |     |     |     |     |     |     |     |     |     |     | DNF | 19  |     |     |     |     | 0      |
| 36   | J. Pla            |     |     | DNF | 20  |     |     |     |     |     |     |     |     |     |     |     |     | 0      |
| 37   | M. Aljoschin      |     |     | DNF | 22  |     |     |     |     |     |     |     |     |     |     |     |     | 0      |
| Pos. | Fahrer            | HAU | SPR | HAU | SPR | HAU | SPR | HAU | SPR | HAU | SPR | HAU | SPR | HAU | SPR | HAU | SPR | Punkte |
| Pos. | Fahrer            | ESP | ESP | TUR | TUR | ESP | ESP | GBR | GBR | GER | GER | HUN | HUN | BEL | BEL | ITA | ITA | Punkte |

| Legende  | Legende            | Legende                                                          |
| Farbe    | Abkürzung          | Bedeutung                                                        |
| -------- | ------------------ | ---------------------------------------------------------------- |
| Gold     | –                  | Sieg                                                             |
| Silber   | –                  | 2. Platz                                                         |
| Bronze   | –                  | 3. Platz                                                         |
| Grün     | –                  | Platzierung in den Punkten                                       |
| Blau     | –                  | Klassifiziert außerhalb der Punkteränge                          |
| Violett  | DNF                | Rennen nicht beendet (did not finish)                            |
| Violett  | NC                 | nicht klassifiziert (not classified)                             |
| Rot      | DNQ                | nicht qualifiziert (did not qualify)                             |
| Rot      | DNPQ               | in Vorqualifikation gescheitert (did not pre-qualify)            |
| Schwarz  | DSQ                | disqualifiziert (disqualified)                                   |
| Weiß     | DNS                | nicht am Start (did not start)                                   |
| Weiß     | WD                 | zurückgezogen (withdrawn)                                        |
| Hellblau | PO                 | nur am Training teilgenommen (practiced only)                    |
| Hellblau | TD                 | Freitags-Testfahrer (test driver)                                |
| ohne     | DNP                | nicht am Training teilgenommen (did not practice)                |
| ohne     | INJ                | verletzt oder krank (injured)                                    |
| ohne     | EX                 | ausgeschlossen (excluded)                                        |
| ohne     | DNA                | nicht erschienen (did not arrive)                                |
| ohne     | C                  | Rennen abgesagt (cancelled)                                      |
| ohne     | keine WM-Teilnahme |                                                                  |
| sonstige | P/fett             | Pole-Position                                                    |
| sonstige | 1/2/3/4/5/6/7/8    | Punktplatzierung im Sprint-/Qualifikationsrennen                 |
| sonstige | SR/kursiv          | Schnellste Rennrunde                                             |
| sonstige | *                  | nicht im Ziel, aufgrund der zurückgelegten Distanz aber gewertet |
| sonstige | ()                 | Streichresultate                                                 |
| sonstige | unterstrichen      | Führender in der Gesamtwertung                                   |

### Teamwertung
| Pos. | Team                 | Auto # | ESP | ESP | TUR | TUR | ESP | ESP | GBR | GBR | GER | GER | HUN | HUN | BEL | BEL | ITA | ITA | Punkte |
| Pos. | Team                 | Auto # | HAU | SPR | HAU | SPR | HAU | SPR | HAU | SPR | HAU | SPR | HAU | SPR | HAU | SPR | HAU | SPR | Punkte |
| ---- | -------------------- | ------ | --- | --- | --- | --- | --- | --- | --- | --- | --- | --- | --- | --- | --- | --- | --- | --- | ------ |
| 01   | ART Grand Prix       | 01     | 8   | 1   | 4   | 3   | DNF | DNF | 5   | 2   | DNF | 8   | 8   | 1   | 13  | 2   | DNF | 15  | 130    |
| 01   | ART Grand Prix       | 02     | 3   | 3   | 1   | 7   | 1   | 7   | 1   | 3   | 4   | 1   | 2   | 5   | 16  | 7   | 1   | DNF | 130    |
| 01   | ART Grand Prix       | 03     | 12  | 6   | DNF | 19  | 15  | 11  | DNF | 20  | 14  | 6   | 19  | DNF | 7   | 19  | 19  | DNF | 130    |
| 02   | Status Grand Prix    | 04     | 2   | 4   | 11  | 21  | 2   | 16  | 9   | 5   | 1   | 5   | 4   | 2   | 1   | 11  | 2   | 1   | 86     |
| 02   | Status Grand Prix    | 05     | 19  | 19  | 19  | 27  | 16  | 25  | 19  | DNF | 17  | 13  | 25  | 18  | DNF | 13  | 19  | 14  | 86     |
| 02   | Status Grand Prix    | 06     | DNF | 22  | 5   | 5   | 19  | 12  | 7   | 1   | DNF | 9   | 21  | 12  | DNF | 16  | 9   | 7   | 86     |
| 03   | Jenzer Motorsport    | 23     | 1   | DNF | 15  | 18  | 11  | 8   | 14  | 9   | 12  | DNF | 17  | 23  | 15  | 17  | 14  | 19  | 67     |
| 03   | Jenzer Motorsport    | 24     | 6   | 8   | 20  | 13  | 13  | 27  | 17  | 12  | 11  | DNF | DNF | 19  | 8   | DNF | DNF | 24  | 67     |
| 03   | Jenzer Motorsport    | 25     | 13  | 9   | 6   | 4   | 7   | 1   | 3   | 4   | DNF | 17  | 1   | 6   | 4   | 6   | 4   | 3   | 67     |
| 04   | Manor Racing         | 07     | 9   | 7   | 2   | 8   | 8   | 3   | DNF | 11  | 2   | DNF | 18  | 9   | DNF | 1   | 13  | DNF | 64     |
| 04   | Manor Racing         | 08     | 20  | 25  | 8   | 1   | 6   | 4   | 2   | DNF | DNF | DNF | 20  | 11  | 18  | 18  | 3   | 23  | 64     |
| 04   | Manor Racing         | 09     | 21  | 26  | DNF | DNF | 12  | 5   | DNF | DNF | DNS | 18  | 12  | 7   | 3   | 5   | 17  | 22  | 64     |
| 05   | Carlin               | 14     | DNF | 16  | 10  | 23  | DNF | 26  | 16  | 10  | 18  | 19  | 7   | DNF | DNF | 21  | 7   | 5   | 42     |
| 05   | Carlin               | 15     | 4   | 5   | 22  | 10  | 19  | 12  | 6   | 22  | 9   | 12  | 5   | 3   | 6   | 4   | DNF | 16  | 42     |
| 05   | Carlin               | 16     | 7   | 2   | DNF | 22  | 21  | 28  | 18  | 16  | DNF | 14  | 6   | 17  | DNF | 12  | 20  | DNF | 42     |
| 06   | Tech 1 Racing        | 26     | 22  | DNF | 9   | 9   | DNF | 20  | DNF | 17  | 10  | DSQ | 14  | 21  | DNF | 20  | 21  | 18  | 37     |
| 06   | Tech 1 Racing        | 27     | 11  | 11  | 24  | 14  | 10  | 6   | 10  | DNF | 5   | 3   | 3   | 4   | DNF | 24  | 16  | 20  | 37     |
| 06   | Tech 1 Racing        | 28     | 5   | 21  | DNF | 20  | 4   | 17  | DNF | DNF | 8   | 2   |     |     | 5   | DSQ | 22  | DNF | 37     |
| 07   | ATECH CRS GP         | 29     | NC  | 17  | 14  | 25  | 3   | 2   | DNF | 19  | 16  | DNF | DNF | 22  | 2   | 22  | 6   | 4   | 26     |
| 07   | ATECH CRS GP         | 30     | 14  | 10  | 12  | DNF | DNF | 19  | 13  | 8   | 13  | 20  | 16  | 10  | 17  | 10  | 12  | 9   | 26     |
| 07   | ATECH CRS GP         | 31     | DNS | DNS | 17  | 26  | 20  | 22  | 20  | 21  | 15  | 16  | 24  | 15  | DNF | DNF | 23  | 21  | 26     |
| 08   | Addax Team           | 17     | DNF | 20  | 3   | 6   | DNF | 18  | DNF | 23  | 7   | 7   | 13  | DNF | DNF | 9   | DNF | 17  | 25     |
| 08   | Addax Team           | 18     | DNF | 15  | 21  | 16  | 14  | 9   | 21  | 14  | DNF | 11  | DNF | 16  | DNF | 25  | 18  | 12  | 25     |
| 08   | Addax Team           | 19     | 16  | DNF | 25  | 12  | 18  | 10  | 8   | 13  | 6   | 4   | 11  | 8   | DNF | 14  | 5   | 2   | 25     |
| 09   | MW Arden             | 20     | DNF | 18  | 13  | 11  | DNF | 14  | DNF | 15  | DNF | 10  | 10  | DNF | 10  | 23  | 15  | 10  | 18     |
| 09   | MW Arden             | 21     | 10  | 23  | 7   | 2   | 5   | 13  | 15  | 18  | DNF | 15  | DNF | 20  | 9   | 3   | 11  | 6   | 18     |
| 09   | MW Arden             | 22     | 18  | 12  | 18  | 24  | DNF | 21  | DNF | DNF | DNF | DNF | 22  | 13  | 14  | DNF | DNF | 8   | 18     |
| 10   | RSC Mücke Motorsport | 10     | DNF | 14  | 23  | 17  | DNF | 15  | 12  | DNF | DNF | DNF | 23  | 14  | 12  | 15  | 8   | 13  | 17     |
| 10   | RSC Mücke Motorsport | 11     | 15  | 24  | DNF | DNF | DNF | 24  | 11  | 7   | 3   | DNF | 9   | DNF | DNF | DNF | DNF | DNF | 17     |
| 10   | RSC Mücke Motorsport | 12     | 17  | 13  | 16  | 15  | 9   | 29  | 4   | 6   | DNF | DNF | 15  | DNF | 11  | 8   | 12  | 11  | 17     |
| Pos. | Team                 | Auto # | HAU | SPR | HAU | SPR | HAU | SPR | HAU | SPR | HAU | SPR | HAU | SPR | HAU | SPR | HAU | SPR | Punkte |
| Pos. | Team                 | Auto # | ESP | ESP | TUR | TUR | ESP | ESP | GBR | GBR | GER | GER | HUN | HUN | BEL | BEL | ITA | ITA | Punkte |

| Legende  | Legende            | Legende                                                          |
| Farbe    | Abkürzung          | Bedeutung                                                        |
| -------- | ------------------ | ---------------------------------------------------------------- |
| Gold     | –                  | Sieg                                                             |
| Silber   | –                  | 2. Platz                                                         |
| Bronze   | –                  | 3. Platz                                                         |
| Grün     | –                  | Platzierung in den Punkten                                       |
| Blau     | –                  | Klassifiziert außerhalb der Punkteränge                          |
| Violett  | DNF                | Rennen nicht beendet (did not finish)                            |
| Violett  | NC                 | nicht klassifiziert (not classified)                             |
| Rot      | DNQ                | nicht qualifiziert (did not qualify)                             |
| Rot      | DNPQ               | in Vorqualifikation gescheitert (did not pre-qualify)            |
| Schwarz  | DSQ                | disqualifiziert (disqualified)                                   |
| Weiß     | DNS                | nicht am Start (did not start)                                   |
| Weiß     | WD                 | zurückgezogen (withdrawn)                                        |
| Hellblau | PO                 | nur am Training teilgenommen (practiced only)                    |
| Hellblau | TD                 | Freitags-Testfahrer (test driver)                                |
| ohne     | DNP                | nicht am Training teilgenommen (did not practice)                |
| ohne     | INJ                | verletzt oder krank (injured)                                    |
| ohne     | EX                 | ausgeschlossen (excluded)                                        |
| ohne     | DNA                | nicht erschienen (did not arrive)                                |
| ohne     | C                  | Rennen abgesagt (cancelled)                                      |
| ohne     | keine WM-Teilnahme |                                                                  |
| sonstige | P/fett             | Pole-Position                                                    |
| sonstige | 1/2/3/4/5/6/7/8    | Punktplatzierung im Sprint-/Qualifikationsrennen                 |
| sonstige | SR/kursiv          | Schnellste Rennrunde                                             |
| sonstige | *                  | nicht im Ziel, aufgrund der zurückgelegten Distanz aber gewertet |
| sonstige | ()                 | Streichresultate                                                 |
| sonstige | unterstrichen      | Führender in der Gesamtwertung                                   |